# Comunità LGBT

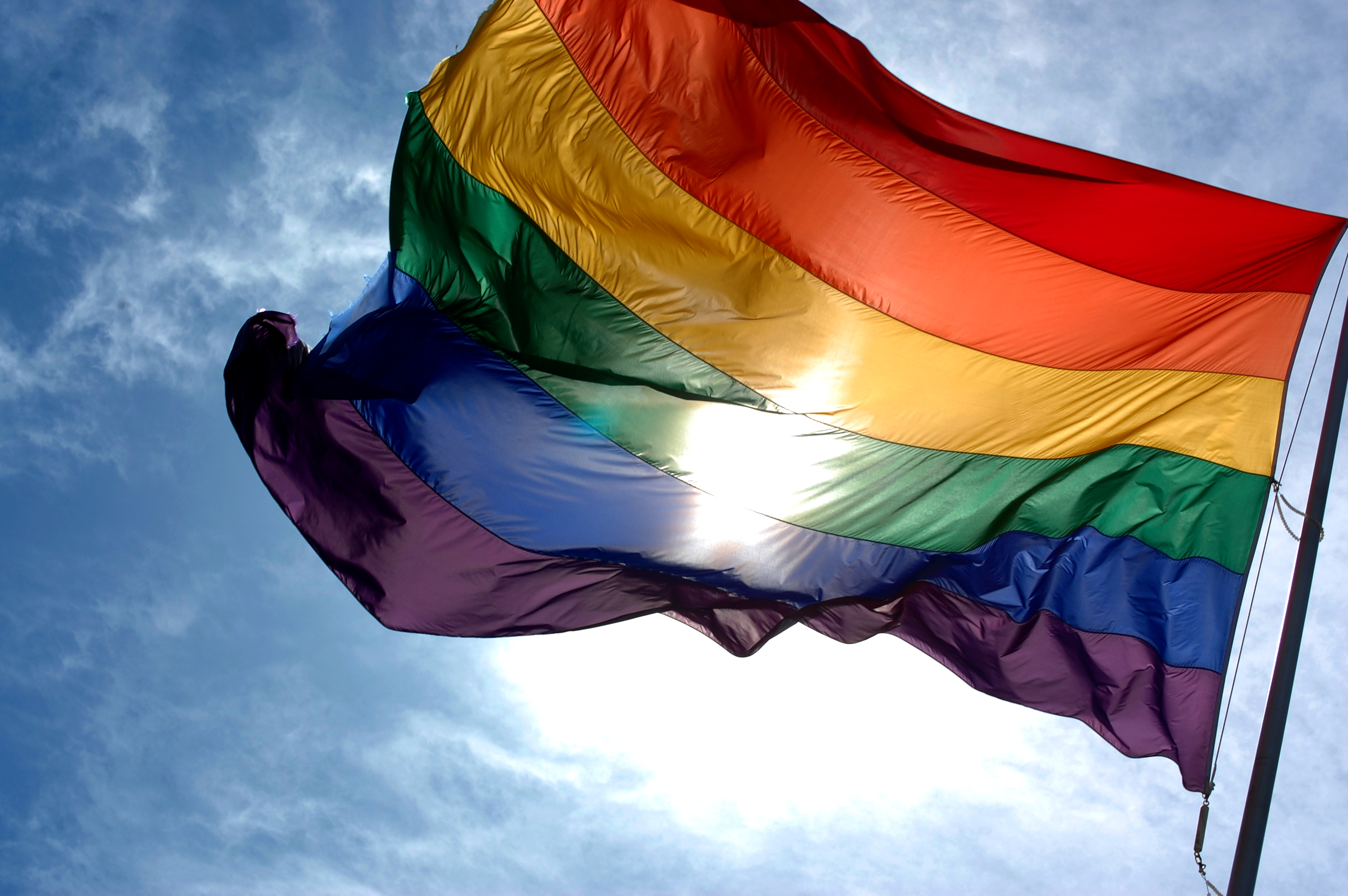
Uno dei simboli principali della comunità LGBT, la bandiera arcobaleno.

La comunità LGBT, a volte denominata anche come comunità gay o comunità arcobaleno, è un insieme composito di organizzazioni lesbiche, gay, bisessuali, transgender e sottoculture o anche singoli individui, uniti da un comune movimento culturale e sociale (cultura basata sulla combinazione di identità di genere ed orientamento sessuali, che intende estinguere il sistema ciseteronormativo tramite la promozione dell'arte, della cultura delle persone queer). Queste comunità generalmente celebrano l'orgoglio, sollevando istanze come la pluralità di identità, l'individualità e la sessualità. Attivisti e sociologi LGBT vedono la costruzione della comunità LGBT come un contrappeso all'eterosessismo, all'omofobia, alla bifobia, alla transfobia, al sessismo e alle pressioni conformiste che esistono nella società. Il termine orgoglio (o pride) o in passato orgoglio gay (gay pride) viene utilizzato per esprimere l'identità e la forza collettiva della comunità LGBT; le sfilate dell'orgoglio forniscono sia un primo esempio dell'uso sia una dimostrazione del significato generale del termine. La comunità LGBTQ+ è inoltre variegata al proprio interno nell'appartenenza politica, perciò è naturale che non tutte le persone lesbiche, gay, bisessuali, transgender o queer si considerino parte della comunità.

## Definizione della comunità
La parola gay è a volte usata come generica per "gay, lesbiche e bisessuali" ed altri. Quindi, "comunità gay" può essere un sinonimo di "comunità LGBT". In ogni caso, generalizzare se non ci si riferisce a sé stessi o a qualcuno che si è certi non lo ritenga tale, potrebbe venir considerato scortese. In altri casi ci si può voler riferire ai soli uomini gay. Si possono anche identificare molte "sotto comunità", come la "comunità lesbica", la "comunità bisessuale", la "comunità transgender" e così via.
Alcune persone intendono "comunità gay" per "popolazione gay".
Ci sono certamente minoranze culturali sessuali all'interno della stessa comunità gay. Ma ci sono anche persone nella popolazione che non sono divise in culture. Specialmente nei gay village, la rete sociale di molte persone LGBT è fortemente concentrata dentro la popolazione LGBT. Ma altre persone sono completamente, geograficamente o socialmente, isolate dalle altre persone LGBT, oppure non sentono che le relazioni con i loro amici LGBT siano diverse da quelle che hanno con i loro amici eterosessuali.
Così è possibile concepire un'universalità o una locale cultura LGBT o una rete sociale, ma che non necessariamente include tutte le persone LGBT della zona. Vi è anche una potenziale distinzione che deve essere fatta tra una rete sociale e una rete sessuale (un universo di possibili partner sessuali).

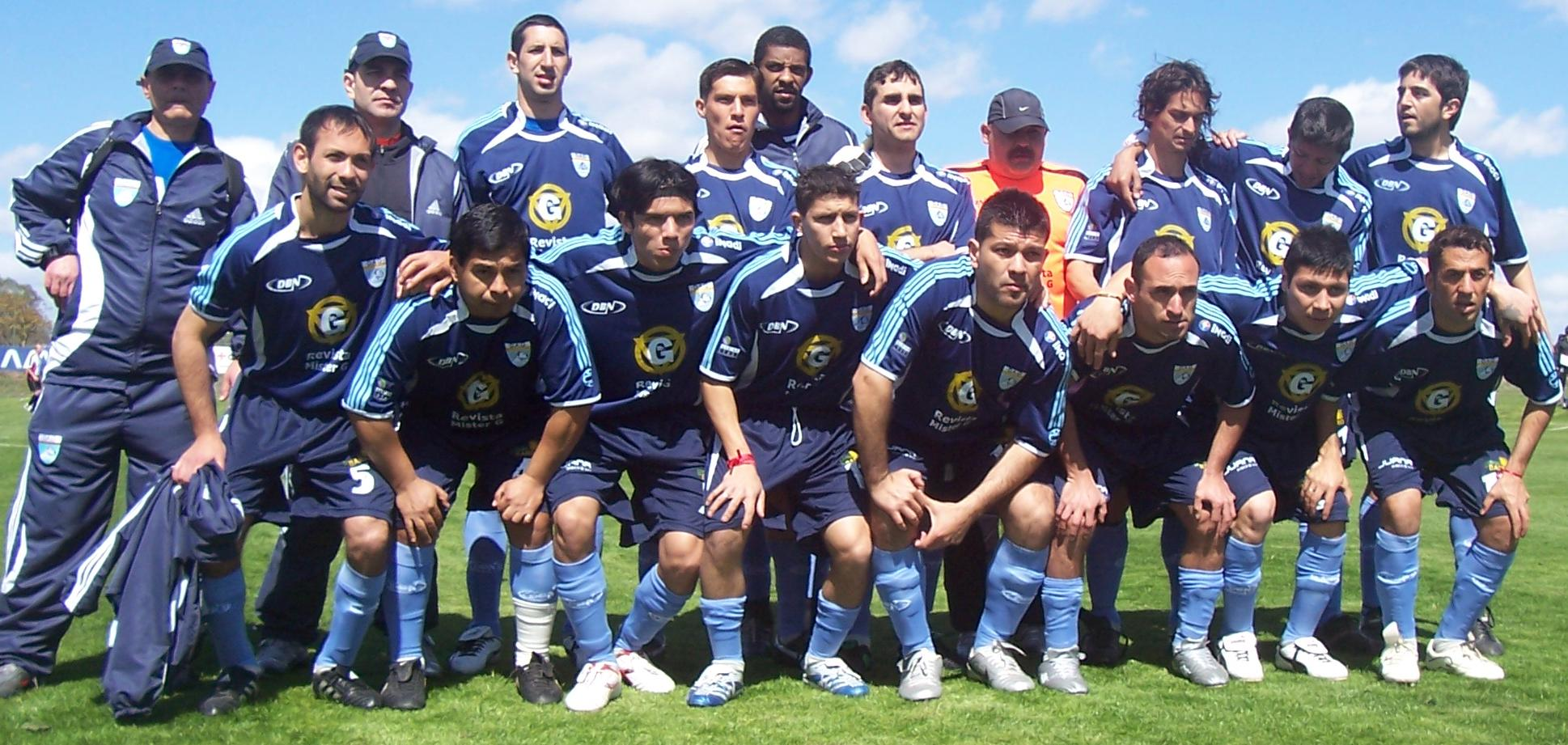
Rappresentativa argentina al X mondiale di calcio gay

Alcuni mettono in discussione la condivisione di una comunità con persone che non si ha mai conosciuto, altri ritengono che tutte le persone LGBT facciano parte di una comunità globale in una maniera o nell'altra.
La cultura comune generalmente celebra l'orgoglio gay, la diversità, l'individualità, e la sessualità. Molti partecipanti lo trovano un rinfrescante antidoto all'odio, alla discriminazione, all'omofobia, alle attitudini negative, e alle pressioni conformiste che essi qualche volta incontrano nella società.
L'attivismo politico è anche molto comune, specialmente tra LGBT, liberali, e partiti liberali (ma vi sono, di sicuro, persone LGBT di ogni pensiero politico, come, negli Stati Uniti, i Log Cabin Republicans).

## Diritti umani e legali

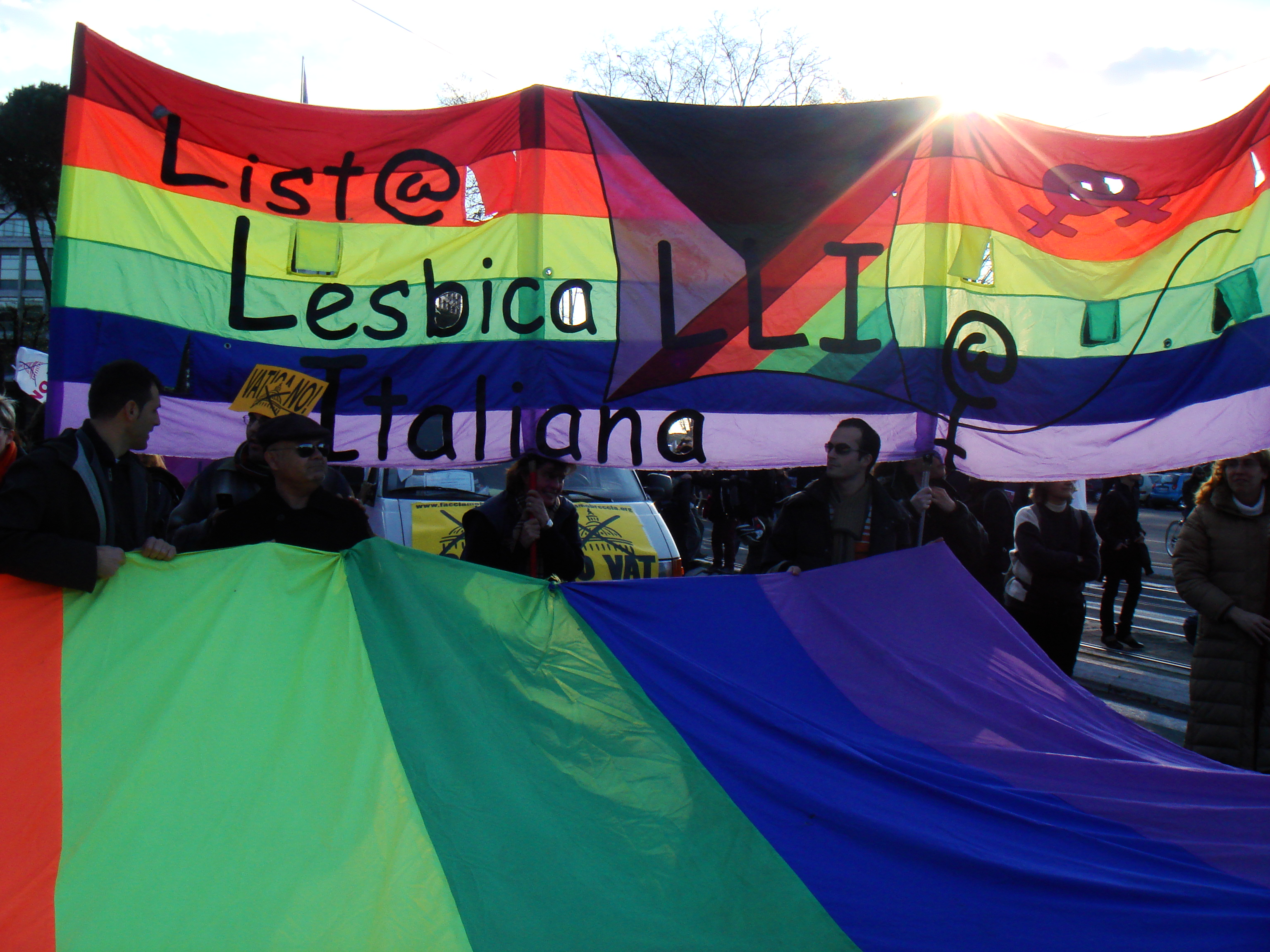
Lista lesbica italiana al Gay Pride 2007

Le comunità gay e lesbiche rappresentano una componente sociale della comunità globale che è discriminata dal punto di vista dei diritti civili in molti paesi. 

Le attuali lotte della comunità gay vengono largamente supportate dalla globalizzazione e dalle associazioni per la tutela dei diritti civili. In particolar modo, negli Stati Uniti d'America, dopo essere stati esposti ad attitudini più progressiste in Europa nel corso della seconda guerra mondiale, molti uomini decisero di raggrupparsi nelle città piuttosto che far ritorno alle campagne. Questo tipo di comunità diventeranno presto politicamente attive nel movimento per i diritti omosessuali, dando anche origine a incidenti come quello di Stonewall. Oggi molte città ospitano centri comunitari per gay e lesbiche. Università in tutto il mondo offrono centri di supporto per studenti LGBT, ed esistono anche associazioni internazionali per gay e lesbiche. La Human Rights Campaign, Lambda Legal, l'Empowering Spirits Foundation, e GLAAD difendono le persone LGBT su una vasta gamma di problemi negli Stati Uniti. C'è anche un'associazione internazionale di lesbiche e gay.
Nel 1947, quando il Regno Unito adottò la dichiarazione universale dei diritti umani (DUDU), gli attivisti LGBT aderirono al concetto di diritti uguali e inalienabili per tutte le persone, indipendentemente dalla loro razza, genere o orientamento sessuale. La dichiarazione non menziona specificamente i diritti degli omosessuali, ma discute l'uguaglianza e la libertà dalla discriminazione. Nel 1962 Clark Polak si unì alla Janus Society di Filadelfia, in Pennsylvania. Solo un anno dopo, divenne presidente. Nel 1968, annunciò che la società avrebbe cambiato il loro nome in società di riforma della legge omosessuale; "Gli omosessuali sono ora disposti a volare con i loro colori" (Stewart, 1968).

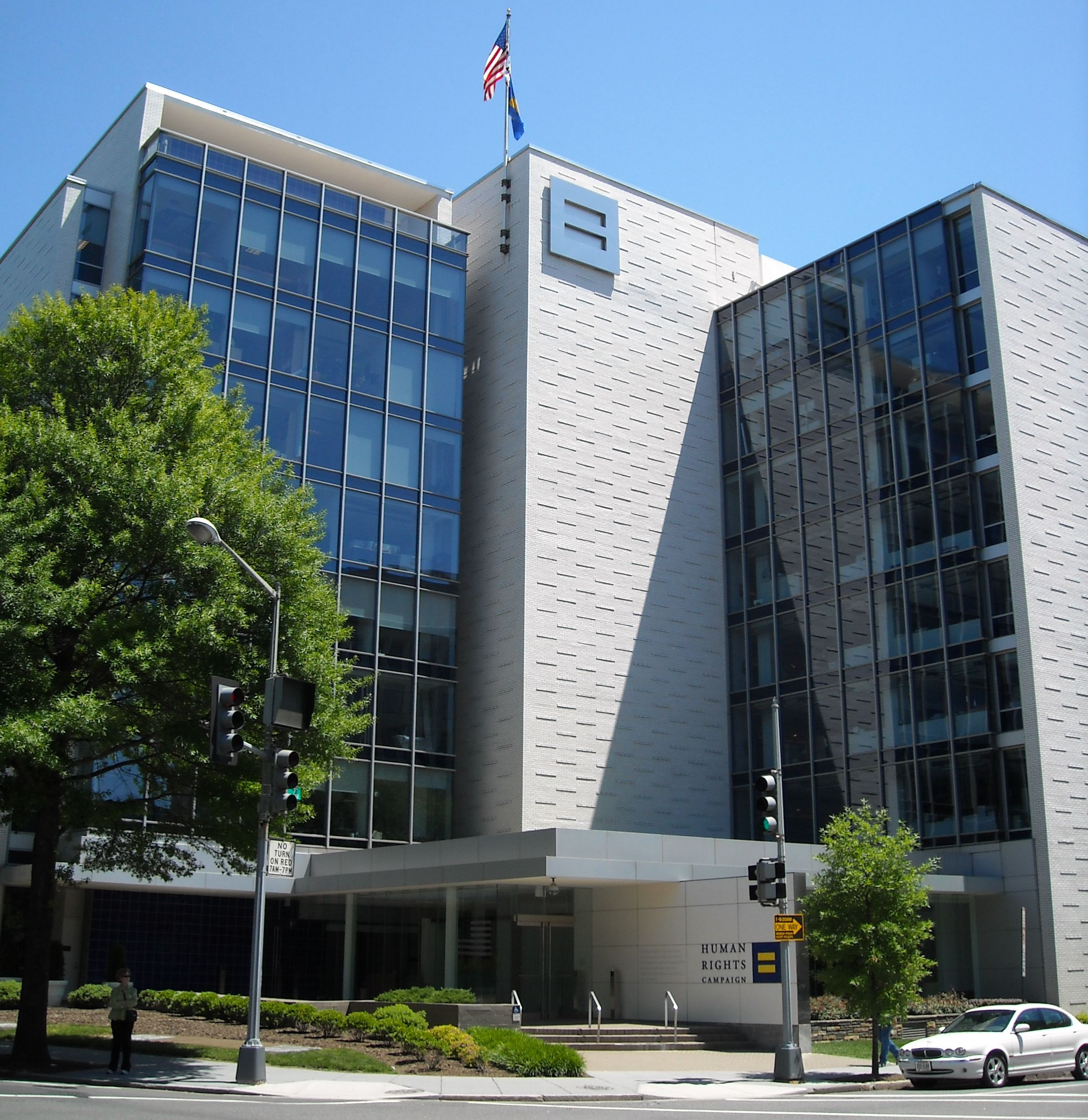
La sede della Human Rights Campaign, una delle più grandi organizzazioni per i diritti degli omosessuali negli Stati Uniti

### Matrimoni
In alcune parti del mondo i diritti delle unioni civili o del matrimonio sono stati estesi a gay e lesbiche.
Il matrimonio riveste grande importanza quando i due partner sono di nazionalità diversa. Senza il matrimonio od un equivalente valido per l'immigrazione, una coppia od occasionalmente anche una famiglia può essere divisa a causa del sesso delle persone coinvolte.
I sostenitori del matrimonio omosessuale citano una serie di benefici negati a persone che non possono sposarsi, tra cui immigrazione, assistenza sanitaria, eredità e diritti di proprietà, e altri obblighi e tutele familiari, come motivi per cui il matrimonio dovrebbe essere esteso alle coppie dello stesso sesso. Gli oppositori del matrimonio omosessuale all'interno della comunità gay sostengono che la lotta per ottenere questi benefici attraverso l'estensione dei diritti matrimoniali alle coppie dello stesso sesso privatizza i benefici (ad es. l'assistenza sanitaria) che dovrebbero essere messi a disposizione delle persone indipendentemente dal loro stato di relazione. Inoltre sostengono che il movimento matrimoniale omosessuale all'interno della comunità gay discrimina le famiglie composte da tre o più partner intimi. L'opposizione al movimento del matrimonio omosessuale all'interno della comunità gay non dovrebbe essere confusa con l'opposizione proveniente da altre persone non LGBT.

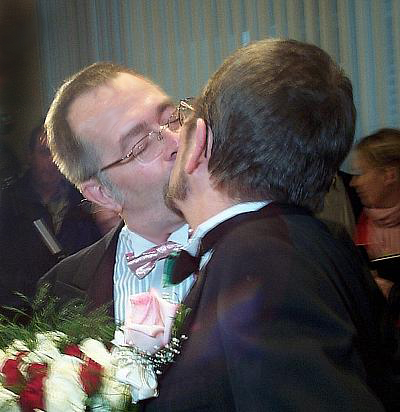
Matrimonio gay

## Media
La comunità gay e lesbica contemporanea trova uno spazio crescente e complesso tra i media americani e dell'Europa occidentale. La comunità è stata inquadrata come un possibile target per alcuni prodotti, dal momento che molte coppie hanno un doppio reddito ma sono senza figli.
Nonostante questo, gay e lesbiche sono spesso ritratti negativamente in televisione, nei film e negli altri media. Si riscontra una diffusa censura sull'argomento nei programmi destinati ai bambini, e se affronta l'argomento, quasi inevitabilmente ne nascono controversie. Gli omosessuali sono spesso additati come simbolo della decadenza dei costumi, e molte organizzazioni LGBT hanno lo scopo di rappresentare e difendere la comunità gay.

## Salute

### Discriminazione e salute mentale
In uno studio del 2001 che esaminava le possibili cause profonde dei disturbi mentali nelle persone lesbiche, gay e bisessuali, Cochran e la psicologa Vickie M. Mays, dell'Università della California, esplorarono se la discriminazione in corso alimentasse ansia, depressione e altri problemi di salute mentale legati allo stress tra le persone LGB. Gli autori riscontrarono una forte evidenza di una relazione tra le due cose. Il gruppo confrontò il modo in cui 74 intervistati LGB e 2.844 eterosessuali valutassero la vita e le esperienze quotidiane con discriminazioni come non essere assunti per un lavoro o vedersi negati un prestito bancario, nonché sentimenti di discriminazione percepita. Gli intervistati LGB riportarono tassi più elevati di discriminazione percepita rispetto agli eterosessuali in ogni categoria correlata alla discriminazione, secondo il gruppo. Tuttavia, mentre i giovani gay sono considerati a maggior rischio di suicidio, una recensione della letteratura pubblicata sulla rivista Adolescence afferma: "Essere gay dentro e fuori di sé non è la causa dell'aumento del suicidio". Piuttosto, la revisione rileva che i risultati di studi precedenti suggerivano che, "... i tentativi di suicidio erano significativamente associati con fattori di stress psicosociale, tra cui non conformità, non consapevolezza, omosessualità, mancanza di sostegno, abbandono scolastico, problemi familiari, tentativi di suicidio di conoscenti, essere senzatetto, l'abuso di sostanze e altri disturbi psichiatrici. Alcuni di questi fattori di stress sono anche vissuti da adolescenti eterosessuali, ma si dimostrò che fossero più diffusi tra gli adolescenti LGB."